# F210i
デジタル・ムーバ F210i HYPER（デジタル・ムーバ エフ にー いち ゼロ アイ ハイパー）は、富士通製のNTTドコモの携帯電話(mova)端末である。

## 概要
全機種がカラー液晶になった210iシリーズでN210iとともに最初に発売された。F209iの後継機で、着信メロディはFM音源16和音になった。
富士通端末お馴染みの、「裏技」機能があり、ハート形の電池マークや着信音に「きゃらいふ」の叫び声が追加できる。

## 歴史
- 2000年12月20日　電気通信端末機器審査協会による技術基準適合認定の設計認証（設計認証番号A00-1291P、J00-0358）
- 2000年12月28日　テレコムエンジニアリングセンターによる技術基準適合証明の工事設計認証（工事設計認証番号WZA0031）
- 2001年4月11日　 N210iとともに発売開始。
- 2012年3月31日　 movaサービス終了により使用はこの日限りとなる。